# Chung Su Sing
Chung Su Sing MSCG • MTMM (Timor, 1935 - Lisboa, 28 de janeiro de 2022) foi um soldado e militar português. Foi um comando ativo na guerra colonial em Angola e um dos fundadores do Grupo de Operações Especiais da polícia portuguesa.

## Carreira
A família de Chung, originalmente de Macau, pertence aos Hacá, minoria chinesa na então colónia portuguesa de Timor. Desde cedo foi para Portugal seguir a carreira militar. Em 1 de novembro de 1959, tornou-se alferes miliciano de artilharia, e, a partir de 3 de novembro de 1960, esteve com o Regimento de Artilharia Pesada N.° 1 (RAP 1) em Sacavém. A 1 de dezembro de 1961, foi promovido a tenente, e a 1 de dezembro de 1963, a capitão. A 1 de outubro de 1964, Chung estava no último ano do curso de infantaria na Academia Militar (AM) e foi destinado à Escola Prática de Infantaria (EPI) de Mafra para treino prático.
A partir de 21 de junho de 1966, Chung estava de serviço em Angola. Até 30 de setembro de 1966, esteve no 5.º Centro de Instrução de Comandos (CIC) da Região Militar de Angola (RMA) para treino, e, depois, tornou-se comandante dos grupos de combate da 6.ª Companhia de Comandos "AUDACES FORTUNA JUVAT". De 30 de agosto de 1967 a 20 de novembro de 1968, Chung serviu como comandante da companhia de comandos. Após a sua implantação bem sucedida na Operação Nova Luz contra o Movimento Popular de Libertação de Angola (MPLA) em Angola, a unidade estava estacionada na Fazenda Margarida, em Dembos. De janeiro a março de 1968, Chung volta ao Centro de Instrução de Comandos (CIC) em Luanda, desta vez como instrutor na segunda fase do curso de oficial miliciano. De 18 de abril a 24 de julho de 1968, foi instrutor na empresa de treino do CIC. A 8 de setembro de 1969, Chung regressou a Portugal.
Em 24 de outubro de 1969, Chung tornou-se comandante de companhia do Corpo de Treino da Academia Militar. Em 1 de junho de 1972, foi promovido a major e nomeado chefe da unidade de segurança e comandante de batalhão. Após a Revolução dos Cravos e o fim da ditadura, Chung foi comandante da 1.ª Companhia de Formação do Regimento de Comandos Amadora de 1975 a 1981. A 1 de janeiro de 1979, Chung tornou-se tenente-coronel. Sendo considerado um apoiante da luta de guerrilha timorense contra a Indonésia, há relatos de que Chung se reuniu com representantes da resistência timorense à ocupação indonésia durante este período. Em 1981 foi assessor do Gabinete do Secretário Adjunto para a Segurança e do Gabinete do Governador em Macau.
Chung ingressou na Polícia de Segurança Pública (PSP) em 1982 e foi o fundador da unidade especial Grupo de Operações Especiais (GOE). A unidade está implantada na luta contra crimes violentos e terrorismo. Foi inicialmente composto apenas por ex-soldados de unidades de comandos e paraquedistas. Em 31 de dezembro de 1984, a última promoção de Chung a coronel aconteceu. Foi dispensado do serviço ativo em 27 de julho de 1990 e aposentou-se em 31 de dezembro de 1995.
Chung permaneceu ligado aos militares. Em 1994, foi Vice-Presidente do Conselho Nacional da Associação de Comandos.
Entre 2015 e 2017, foi membro do Conselho Supremo da Liga da Amizade Multissecular Portugal-China.
Chung Su Sing faleceu em Lisboa, a 27 de Janeiro de 2022. Entre outros, Marcelo Rebelo de Sousa, Presidente de Portugal e Taur Matan Ruak, o Primeiro Ministro de Timor Leste, prestaram condolências.

## Prémios
Para sua missão de combate em Angola, Chung recebeu a 2.ª Classe da Medalha Militar da Cruz de Guerra em 25 de março de 1969, e em 27 de novembro de 1970 a 3.ª Classe da Medalha Militar de Mérito Militar.

## Ligações Externas
- Chung Su Sing em Angola a partir do arquivo RTP